# Лоцько Іван Степанович
Лоцько Іва́н Степа́нович — учасник Афганської війни 1979–1989 років.
Отець Іоан (в миру Іван Лоцько), настоятель Свято-Покровського храму, Сахновщинський район.

## Нагороди
- орден «За заслуги» III ступеня (13.2.2015)